# Eva Walkner
Eva Walkner (Kuchl, 16 giugno 1979) è un'ex sciatrice alpina austriaca.

## Biografia

### Carriera sciistica
Originaria di Golling an der Salzach e attiva in gare FIS dall'agosto del 1994, la Walkner esordì in Coppa Europa il 20 dicembre 1995 ad Altenmarkt-Zauchensee in discesa libera e in Coppa del Mondo il 3 gennaio 1999 a Maribor in slalom speciale, in entrambi i casi senza completare la prova. Prese per l'ultima volta il via in Coppa del Mondo il 18 febbraio 2001 a Garmisch-Partenkirchen, senza completare la prova (non portò a termine nessuna delle otto gare nel massimo circuito cui prese parte, tutti slalom speciali).
Nel 2002 conquistò sempre in slalom speciale i suoi tre podi in Coppa Europa (il primo il 18 febbraio a Bad Hofgastein, 2ª, l'ultimo il 26 novembre a Åre, 3ª) e si ritirò durante quella stessa stagione 2002-2003; la sua ultima gara fu lo slalom speciale di Coppa Europa disputato il 3 febbraio a Pas de la Casa, non completato dalla Walkner. In carriera non prese parte a rassegne olimpiche o iridate.

### Altre attività
Dopo il ritiro prese parte al circuito professionistico di freeride, il Freeride World Tour, aggiudicandoselo nel 2015 e nel 2016.

## Palmarès

### Coppa Europa
- Miglior piazzamento in classifica generale: 34ª nel 2002
- 2 podi:
  - 1 secondo posto
  - 2 terzi posti

### Campionati austriaci
- 1 medaglia:
  - 1 bronzo (slalom speciale nel 2001)